# Pithecia mittermeieri
Pithecia mittermeieri är en primat i släktet plymsvansapor som förekommer i Sydamerika. Populationen infogades före 2014 i andra arter av samma släkte. Artepitet i det vetenskapliga namnet hedrar zoologen Russel Mittermeier som är aktiv vid Internationella naturvårdsunionen (IUCN).

## Utseende
Arten blir utan svans 35 till 46 cm lång och svanslängden är 41 till 49 cm. På grund av flera inblandade vita hår i den svartaktiga pälsen är utseendet ganska variabelt. På bröstet finns en orange fläck. Hos honor finns inte lika många vita hår som hos hannar och fläcken på bröstet är mindre.

## Utbredning och ekologi
Utbredningsområdet ligger främst i Brasilien mellan Rio Madeira och Rio Aripuanã. Det sträcker sig över delstaterna Amazonas, Pará, Rondonia och Mato Grosso. Kanske når arten norra Bolivia. Denna plymsvansapa lever i låglandet upp till 200 meter över havet. Den vistas i regnskogar, i andra skogar som ofta översvämmas och i träskmarker med palmer av släktet Mauritia. Exemplaren besöker ibland förändrade skogar.
Exemplaren bildar ganska ofta blandade flockar med primater av släktena springapor, vrålapor, spindelapor, dödskalleapor, tamariner och ullapor. Allmänt antas att beteendet är lika som hos andra plymsvansapor.

## Hot
Beståndet hotas av skogsröjningar och av jakt. Enligt uppskattningar minskar hela populationen med 30 procent mellan 2001 och 2030. IUCN listar Pithecia mittermeieri som sårbar (VU).